# Oom Vanja
Oom Vanja of Oom Wanja (Russisch: Дядя Ваня) is een toneelstuk van Anton Tsjechov, met als ondertitel Taferelen uit het landleven in vier bedrijven. Het is een bewerking van Tsjechovs toneelstuk De bosgeest uit 1889. De precieze ontstaansgeschiedenis van Oom Vanja is nog altijd een discussiepunt onder literatuurhistorici. Na een reeks opvoeringen in Russische provinciesteden, kreeg het zijn Moskouse première op 26 oktober 1899 door het Moskous Kunsttheater in de regie van Konstantin Stanislavski en met Olga Knipper, Tsjechovs latere echtgenote, in een van de hoofdrollen. Oom Vanja behoort samen met De meeuw, Drie zusters en De kersentuin tot het kwartet toneelstukken waarmee Tsjechov beroemd is geworden.

## Personages
- Aleksandr Vladimirovitsj Serebrjakov (Александр Владимирович Серебряков), gepensioneerde professor
- Sofja (Sonja) Aleksandrovna Serebrjakova (Софья "Соня" Александровна Серебрякова), zijn dochter uit zijn eerste huwelijk, het nichtje van oom Vanja
- Jelena (Hélène) Andrejevna Serebrjakova (Елена Андреевна Серебрякова), Serebrjakovs tweede vrouw, 27 jaar
- Maria Vasiljevna Vojnitskaja (Мария Васильевна Войницкая), weduwe van een geheimraad, moeder van Vanja; de eerste vrouw van de professor was haar dochter.
- Ivan (Vanja) Petrovitsj Vojnitski (Иван Петрович Войницкий), haar zoon, zwager van Serebrjakov, 47 jaar; hij runt met Sonja het landgoed van Serebrjakov.
- Michail Lvovitsj Astrov (Михаил Львович Астров), arts
- Ilja Iljitsj Telegin (Илья Ильич Телегин), verarmde landeigenaar
- Marina (Марина), een oud kindermeisje (няня)
- Een werkman (работник)

## Verhaal
Het toneelstuk speelt zich af op het landgoed van Serebrjakov.

### Eerste bedrijf
- Decor: De tuin met het terras voor het landhuis en een laan met een oude populier waaronder een tafel is gedekt voor de thee; het is drie uur 's middags onder een bewolkte hemel

Sonja en Vanja runnen het landgoed dat Serebrjakovs eerste vrouw – Vanja's zus – als bruidsschat had ingebracht. Serebrjakov en zijn jonge vrouw Jelena zijn meestal afwezig, maar nu logeren ze op het landgoed en verstoren ze tot ergernis van Vanja en Marina de dagelijkse routine. Ook dokter Astrov, die verbitterd is omdat er zojuist een patiënt is overleden, is vrijwel continu te gast. Vanja maakt ruzie met zijn moeder, omdat ze Serebrjakov verafgoodt, en hij flirt met Jelena, tot haar grote irritatie.

### Tweede bedrijf
- Decor: De eetkamer die door een open venster uitkijkt op de tuin; het is nacht

Serebrjakov, die last heeft van allerlei kwaaltjes, heeft Astrov op laten draven, maar nu die er is, weigert hij hem te zien. Er volgt een sarcastische woordenwisseling met Jelena, Sonja en Vanja. Marina ontfermt zich over Serebrjakov en brengt hem met Sonja naar bed. Na een ongemakkelijk gesprek tussen Jelena en een dronken Vanja, filosofeert hij met Astrov over liefde en drank, terwijl Telegin op de achtergrond gitaar speelt. Sonja heeft een gesprek onder vier ogen met Astrov, die ze bewondert om zijn idealisme en zijn inzet voor het behoud van de Russische bossen, maar haar liefdesverklaring dringt niet tot hem door. Ze stort haar hart uit bij Jelena, die haar wil opbeuren met pianospel, als Serebrjakov het tenminste goedvindt. Het mag niet.

### Derde bedrijf
- Decor: Een salon in het landhuis; het is dag

Om Sonja niet in onzekerheid te laten verkeren informeert Jelena bij Astrov of hij gevoelens heeft voor Sonja. Astrov wuift de vraag gegeneerd weg, maar ziet het gesprek als een uitnodiging van Jelena zelf om een affaire met hem te beginnen. Als hij haar ongevraagd een zoen geeft, komt Vanja binnen. Ontzet besluit Jelena dezelfde dag nog te vertrekken. Intussen heeft Serebrjakov iedereen bij elkaar geroepen om een plan bekend te maken dat hij heeft uitgedacht: hij wil het landgoed verkopen om iedereen van een vast inkomen te verzekeren. Vanja reageert woedend op deze eenmansactie en rent de kamer uit. Als Serebrjakov hem achternaloopt om het uit te praten, vuurt Vanja twee schoten op hem af die hij met een mengeling van opluchting en spijt hun doel ziet missen.

### Vierde bedrijf
- Decor: Vanja's kamer die als kantoor en slaapkamer fungeert; een stille herfstavond

Telegin en Marina zitten wol op te winden en bespreken de gebeurtenissen van de dag. Vanja heeft van Astrov een fles morfine gestolen die de dokter gedecideerd – en met hulp van Sonja – terugvraagt. Jelena en Serebrjakov komen afscheid nemen. De ruzie is bijgelegd en alles wordt weer zoals voorheen. Ze rijden weg, even later gevolgd door Astrov. Als de gasten vertrokken zijn keert de rust weer, of tenminste het verlangen ernaar. Vanja doet de boekhouding, zijn moeder Maria maakt aantekeningen in haar lectuur, Telegin tokkelt zachtjes op zijn gitaar, en als Marina breiend en geeuwend "och, onze zonden..." prevelt en Vanja uiting geeft aan zijn somberheid, probeert Sonja hem te troosten met de belofte dat ze tenminste ná dit leven eindelijk rust zullen vinden.

## Opvoeringsgeschiedenis
Oom Vanja werd voor het eerst opgevoerd in 1897 in diverse provinciesteden, waaronder Rostov aan de Don en Saratov. Na de succesvolle productie van De meeuw wilde het Moskous Kunsttheater zo snel mogelijk een volgend stuk van Tsjechov opvoeren, en aangezien Oom Vanja al gereed was, viel hun oog daarop. De productie onder regie van Vladimir Nemirovitsj-Dantsjenko en Konstantin Stanislavski ging op 26 oktober 1899 in première.

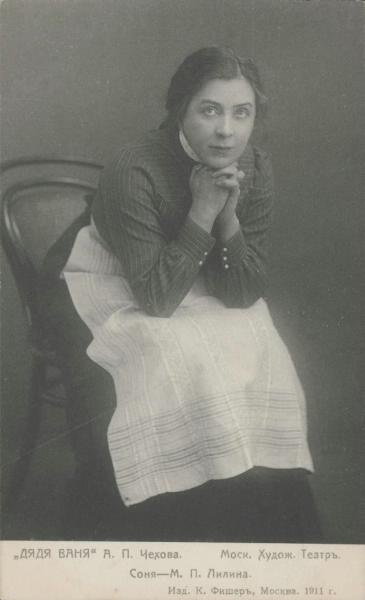
Maria Lilina als Sonja in de productie van het Moskous Kunsttheater (foto gepubliceerd in 1911)
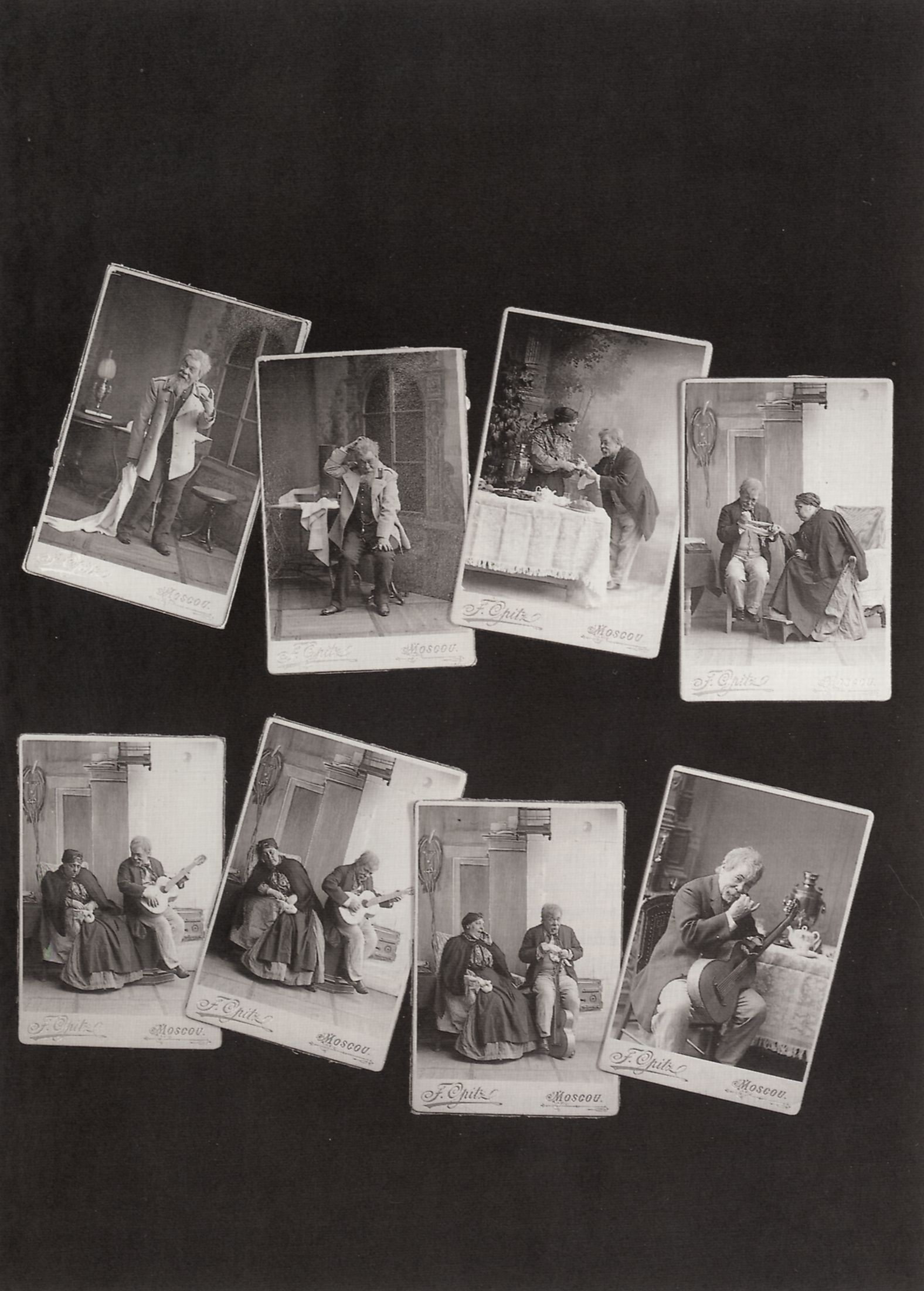
Scènes uit Oom Vanja met Artjom als Telegin en Samarova als Marina, o.a. aan het begin van het vierde bedrijf (foto's 1-2 komen uit Drie zusters met Artjom als Tsjeboetykin)
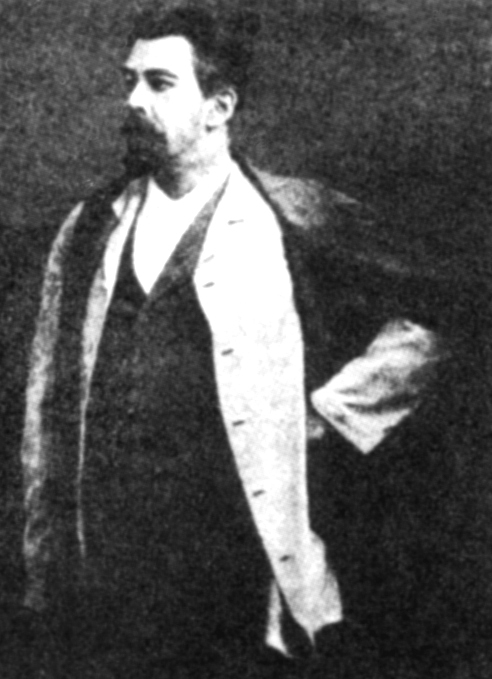
Konstantin Stanislavski in de rol van Astrov, 1899

Eind 1950 werd Oom Vanja  (als Oom Wanja) voor het eerst in het Nederlands opgevoerd, en wel in de productie van het toneelgezelschap Comedia in Amsterdam onder regie van Pjotr Sjarov (destijds gespeld als "Peter Scharoff"), die een leerling was geweest van Stanislavski en naar eigen zeggen Tsjechov nog had meegemaakt tijdens de productie van De kersentuin in 1904. De vertaling was van Aleida Schot. De recensies waren lovend.
Op 2 oktober 1969 bracht Ton Lutz bij Zuidelijk Toneel Globe in Eindhoven een nieuwe productie van het toneelstuk, waarin hij meer nadruk legde op de vitaliteit van het stuk en de jeugdige personages (Jelena en Sonja), in tegenstelling tot Sjarov wiens interpretatie meer uitging van nostalgie naar het Rusland van voor de revolutie. Deze keer werd de vertaling Oom Wanja van Charles B. Timmer gebruikt.
Oom Vanja groeide in de twintigste eeuw uit tot een van Tsjechovs bekendste werken. Naast reguliere toneelproducties ontstonden er in de loop der tijd ook allerlei bewerkingen, verfilmingen (zoals Vanya on 42nd Street van Louis Malle) en parodieën.

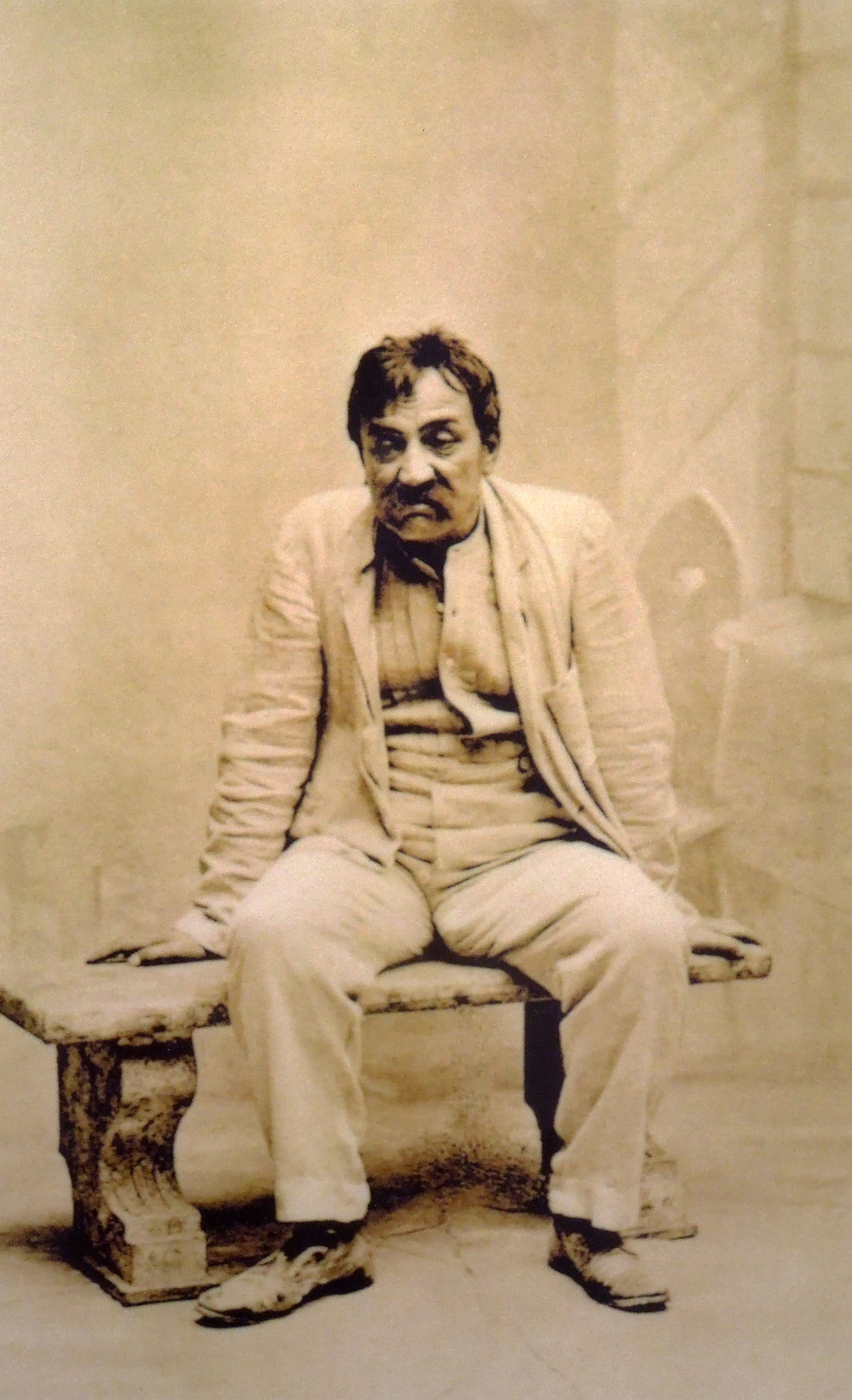
Eduard Vojan als dokter Astrov in een vroege Tsjechische opvoering onder regie van Josef Šmaha
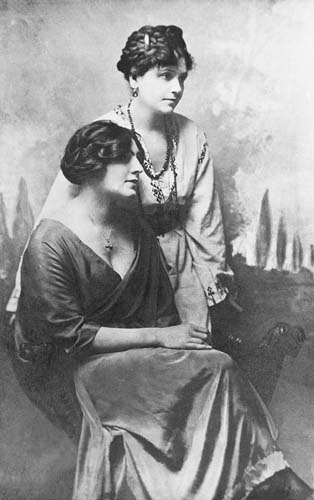
Een Hongaarse opvoering uit circa 1920 in Vígszínház, het blijspeltheater in Boedapest, met Gombaszögi Frida als Jelena en Varsányi Irén als Sonja
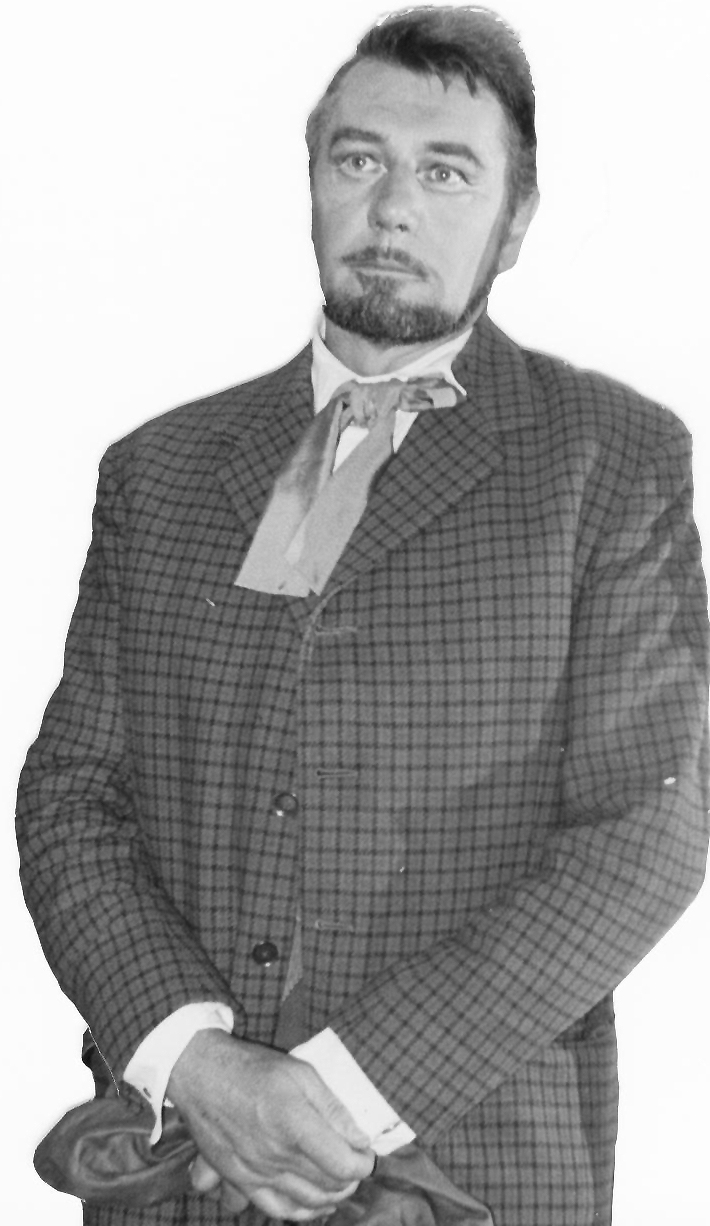
Michael Redgrave als oom Vanja in het eerste seizoen van het Chichester Festival Theatre, 1962
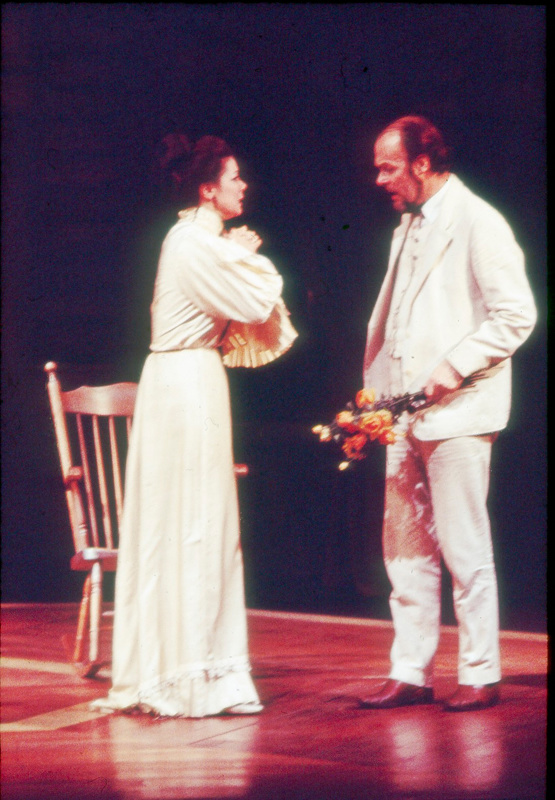
Ann Hasekamp en Ton Lutz als Jelena en Vanja in september 1969

## Nederlandse vertalingen
- Aleida Schot: Anton Tsjechof, Oom Waanja. De drie zusters. De kersenbongerd, Utrecht, Het Spectrum, 1953
- Charles B. Timmer: Anton P. Tsjechow, Verzamelde werken VI. Toneel, Amsterdam, G.A. van Oorschot, 1956
- Chiem van Houweninge & Ton Lutz: Anton P. Tsjechow, 'n Meeuw. Oom Wanja. Drie zusters. De kersentuin, International Theatre Bookshop, 1989
- Marja Wiebes: Tsjechov, Oom Vanja. Scènes uit het landleven in vier bedrijven, Leiden, Plantage-Gerards & Schreurs, 1990
- Marja Wiebes & Yolanda Bloemen: A.P. Tsjechov, Verzamelde Werken VI. Toneel, Amsterdam, G.A. van Oorschot, 2013